# Mary J. Blige
Mary J. Blige   (Bronx, 11 de gener de 1971), de nom complet Mary Jane Blige, és una cantant, autora-compositora i productora de música americana de RnB, molt influïda per les músiques soul, rap i gospel. Coneguda sobretot per als seus títols Family Affair i Be Without You, ha venut més de 70 milions de discos arreu del món des dels seus inicis l'any 1992.
Mary J. Blige porta igualment una carrera, més discreta, d'actriu. Va ser triplement premiada als premis Grammy i porta el títol de « Queen of Hip-Hop Soul ».

## Biografia
Nascuda l'11 de gener de 1971, d'un pare músic de jazz i d'una mare infermera, Mary Jane està en contacte amb la música des de ben jove. Però, Thomas, el seu pare, abandona la llar familiar quan té 4 anys, abandonant-les, la seva germana petita LaTonya i ella mateixa, i la seva mare, Cora, que les pujarà tota sola. Mary Jane donarà a conèixer a The Oprah Winfrey Show, l'1 de febrer de 2006, que va ser víctima d'abusos sexuals durant la seva infantesa per un amic de la família. Alguns anys més tard, la família de Mary Jane abandona Nova York per anar al suburbi de Yonkers, on va viure en un dels habitatges de lloguer moderat (HLM]), els més perillosos de la ciutat. Mary Jane es refugia llavors en la música: és la cantant principal de la coral de l'església on va i, amb 7 anys, guanya un concurs de cançó interpretant Respecte d'Aretha Franklin.
Té un germà petit, Bruce Miller (autor de les lletres de diverses cançons de l'àlbum titulat No More Drama) i una altra germana, Jonquell, a part de la seva germana gran LaTonya Blige-DaCosta (que balla amb ella al clip del tube mundial Family Affair).

### Vida personal
Mary J. ha tingut una relació durant sis anys (1991–1997) amb Cedric Hailey, alias K-Ci, cantant principal de Jodeci, grup far de l'escena RnB americana dels anys 1990.
L'any 2006, la mare de la filla de Nas (rapper), Carmen Bryan, ha declarat que el rapper emblemàtic de Queensbridge, al barri del Queens (Nova York), ha tingut una connexió sentimental amb Mary J. al voltant de 1997 i 1998.
Ha estat igualment en parella amb el crooner RnB Case Woodard. La raó per a la qual la parella s'hauria separat, segons els rumors, seria que Case tenia la impressió de gestionar els problemes de Mary J. Blige sorgits de la seva relació precedent amb K-Ci.
El 2000 comencen els amors de Mary J. amb Martin Kendu Isaacs, més conegut amb el seu segon nom, Kendu, a la indústria musical en la qual és un quadre administratiu. Kendu i Mary J. es van casar el 7 de desembre de 2003 en el transcurs d'una petita cerimònia privada al domicili de Mary J. Blige. La nova Sra. Isaacs és des d'aleshores la madrastra dels tres fills que Kendu ha tingut d'un precedent matrimoni.

## Discografia
- What's the 411? (1992)
- My Life (1994)[5]
- Share My World (1997)
- Mary (1999)
- No More Drama (2001)
- Love & Life (2003)
- The Breakthrough (2005)
- Growing Pains (2007)
- Stronger with Each Tear (2009)
- My Life II... The Journey Continues (Act 1) (2011)
- A Mary Christmas (2013)
- The London Sessions (2014)
- Strength of a Woman (2017)

## Gires
- Share My World Tour (1997–98)
- The Mary Show Tour (2000)
- No More Drama Tour (2002)
- Love & Life Tour (2004)
- The Breakthrough Experience Tour (2006)
- Heart of the City Tour (2008)
- Growing Pains European Tour (2008)
- Love Soul Tour (2008)
- Music Saved My Life Tour (2010–11)
- The Liberation Tour (2012–13)
- The London Sessions Tour (2015)
- King and Queen of Hearts World Tour (2016)
- Strength of a Woman World Tour (2017)

## Filmografia

### Cinema
| Any  | Títol                      | Paper            | Notes |
| ---- | -------------------------- | ---------------- | --- |
| 2001 | Prison Song                | Mrs. Butler      | debut |
| 2009 | I Can Do Bad All By Myself | Tanya            | |
| 2012 | Rock of Ages               | Justice Charlier | |
| 2013 | Black Nativity             | Platinum Fro     | Nominada — American Black Film Festival Award for Best Ensemble Cast |
| 2017 | Mudbound                   | Florence Jackson | Gotham Independent Film Award for Best Ensemble Performance New York Film Critics Online for Best Ensemble Cast IndieWire Critic's Poll Award for Best Breakthrough Performance (Film) Los Angeles Film Critics Association Award for Best Supporting Actress (Runner-up) Nominada — Oscar a la millor actriu secundària Nominada — Oscar a la millor cançó original Nominada — Screen Actors Guild Award for Outstanding Performance by a Female Actor in a Supporting Role Nominada — Screen Actors Guild Award for Outstanding Performance by a Cast in a Motion Picture Nominada — Critics' Choice Movie Award for Best Supporting Actress Nominada — Critics' Choice Movie Award for Best Acting Ensemble Nominada — Globus d'Or a la millor actriu secundària Nominada — Globus d'Or a la millor cançó original Nominada — Satellite Award for Best Supporting Actress - Motion Picture |
| 2018 | Sherlock Gnomes            | Irene            | Post-producció |

## Guardons
Premis
- 2007: Grammy al millor àlbum de R&B

Nominacions
- 1996: Grammy al millor àlbum de R&B
- 1998: Grammy al millor àlbum de R&B
- 2000: Grammy al millor àlbum de R&B
- 2002: Grammy al millor àlbum de R&B